# Dino Ciani
Pour les articles homonymes, voir Ciani.
Dino Ciani (Fiume, 16 juin 1941 – Rome, 28 mars 1974), est un pianiste italien.

## Biographie
Dino Ciani naît à Fiume, aujourd'hui en Croatie. Après avoir étudié en privé à Gênes avec Martha Del Vecchio, Dino Ciani passe son diplôme, âgé de quatorze ans, en élève privé au conservatoire de Rome. Il se perfectionne auprès d'Alfred Cortot, à Paris, Lausanne et Sienne. Entre le maître déjà âgé et son jeune élève s'établit un lien de grande estime réciproque.
En 1961, il obtient le 2e prix du Concours Liszt-Bartók à Budapest. Ami de Florence Delaage, il enregistre par la suite tous les Préludes de Debussy pour Deutsche Grammophon, ainsi que deux Sonates de Weber, les Novellettes de Schumann, la Partita BW80 et deux Préludes et Fugues de J.S. Bach, musique de Chopin et l'intégrale des Nocturnes. Mais sa discographie avec d'autres maisons permet également de l'écouter jouant Haydn, Mozart, Beethoven, Liszt, Bartok, Schumann, Brahms, Fauré, Franck, etc.
Un accident de la route met prématurément fin à une carrière qui s'annonçait comme l'une des plus brillantes du circuit musical international. Le nom de Dino Ciani n'en reste pas moins « attaché à des interprétations qui font partie du patrimoine pianistique ».

## Discographie

### Piano
- Dino Ciani : A Tribute. Haydn : Sonate no 52 ; Mozart : Fantaisie et Sonate ; Beethoven : Variations Eroica et Diabelli ; Weber: Sonates no 1-4 ; Chopin : Études (sélection) ; Schumann: Sonate no 1 ; Fantaisie ; Balakirev : « Islamey » ; Bartok : Sonate, Improvisations sur des thèmes hongrois, Suite ; Scriabine : Préludes (sélection) (1964–1968, 6 CD Dynamic) (OCLC 839096629)
- Beethoven, Sonates pour piano (9CD Dynamic)
- Beethoven : Bagatelles opus 126 & Schumann : Novelleten, opus 21 (enregistrement public au théâtre alla Pergola de Florence le 14 février 1970 ; 1 CD Fonit Cetra, 1989)
- The genius of Dino Ciani : Claude Debussy (Préludes), Robert Schumann (Novelettes), Carl Maria von Weber et Béla Bartók (1961–1972, 3 CD Brilliant Classics 94069) (OCLC 648939624) — enregistrements DG.
  - Debussy, Préludes, livres I et II (1973, 2 CD DG) — en complément œuvres de Debussy, par Tamás Vásáry.
  - Weber, Sonates pour piano nos 2 et 3 (1974, DG)
- Gioacchino Rossini, Péchés de vieillesse. Album de chaumière ; Péchés de vieillesse. Album de château ; Leopold Kozeluch, Sonate op. 35 no 1 ; Bonifazio Asioli, Capriccio ; Johann Nepomuk Hummel, Sonate op. 13 ; Rondò, op. 11 (1-4 juillet/13-16 septembre 1968 /14 juillet 1966, Agorá Musica) (OCLC 422733157)

### Concertos
- Brahms, Concerto no 1 ; Liszt : Totentanz ; Weber : Sonate no 2 ; Debussy : Children's Corner ; Bartók : Mikrokosmos VI ; Hummel, Sonate op. 13 ; Schumann : Kinderszenen ; Novelettes ; Chopin : Barcarolle (3 CD, Capital Musica)
- Beethoven, Concertos pour piano nos 1 et 3 - Orchestre symphonique de la RAI, dir. Vittorio Gui (Doremi)
- Beethoven, Concertos pour piano no 1 et 4 - Orchestre de la Scala, dir. Claudio Abbado (Myto)
- Mozart, Concertos pour piano nos 20 et 24 - Gianandrea Gavazzeni (Dynamic)
- Mozart, Concertos pour piano nos 20 et 25 - Orchestre symphonique « Alessandro Scarlatti » de la RAI de Naples, dir. John Barbirolli ; Orchestre symphonique de la RAI de Turin, dir. Piero Bellugi (25 janvier 1968 / 28 janvier 1972, Arts Archives) (OCLC 182626626)

### Vidéo
Les grands interprètes : Dino Ciani. Réalisation de Gérard Herzog ; production Bernard Gavoty, (35 min) ORTF 1967 (OCLC 691532062). Ciani joue Wolfgang Amadeus Mozart, Frederic Chopin et Bela Bartók. Repris dans : 
- Wilhelm Kempff et Dino Ciani qui jouent Schumann et Bartók (DVD coll. Classic archive no 24, EMI Classics 7243 4 90448 9 0) (OCLC 869134485)